# Krzywy (Litwa)
Krzywy (lit. Kreiviai) – wieś na Litwie, w okręgu wileńskim, w rejonie wileńskim, w gminie Mejszagoła, nad Duksztą.

## Historia
Pod zaborami zaścianek; w II Rzeczypospolitej folwark, wieś i kolonia. W XIX i w początkach XX w. położony był w Rosji, w guberni wileńskiej, w powiecie wileńskim. Po I wojnie światowej pod administracją polską, w Zarządzie Cywilnym Ziem Wschodnich. W latach 1920–1922 w składzie Litwy Środkowej.
Od 11 kwietnia 1922 leżał w Polsce, w województwie wileńskim, w powiecie wileńsko-trockim, w gminach Mejszagoła i Rzesza. W 1931 miejscowość liczyła:
- folwark w gminie Rzesza – 16 mieszkańców, zamieszkałych w 2 budynkach,
- wieś w gminie Rzesza – 24 mieszkańców, zamieszkałych w 3 budynkach,
- kolonia w gminie Mejszagoła – 17 mieszkańców, zamieszkałych w 3 budynkach[2].

Po II wojnie światowej w granicach Związku Sowieckiego. Od 1991 na niepodległej Litwie.